# Backatown
Backatown è un album pubblicato dal musicista jazz Troy Michael Andrews, conosciuto con lo pseudonimo Trombone Shorty. L'album è stato pubblicato nel 2010 dalla Verve Forecast Records ed è stato prodotto da Ben Ellman dei Galactic. Ha raggiunto la posizione numero 3 della Billboard Jazz Albums Chart ed è stato nominato per il Grammy Award 2011 come miglior album jazz contemporaneo.

## Accoglienza
Nate Chinen ha detto sul New York Times che l'album è "più raffinato e meno elettrizzante degli spettacoli dal vivo di Trombone Shorty" ma prosegue definendolo "fermo nel suo scopo con spavalderia da vendere". Ha chiuso la sua recensione con "È un suono nato da New Orleans, inequivocabilmente, e se preannuncia un'ascesa ambiziosa, attesta anche uno spirito ininterrotto".
Geoffrey Himes del Washington Post ha paragonato la voce di Andrews a Stevie Wonder e ha notato che l'album ha "un ritmo di seconda linea che potrebbe provenire solo da New Orleans".
Thom Jurek di Allmusic ha definito la musica "gumbo uditivo" e l'album un "mix set da far tremare le dita" che "scoppietta e brucia con una sensazione dal vivo libera, libera e appassionata". Ha continuato a chiamarlo "tutto ciò che la musica popolare americana dovrebbe essere. Will Hermes di Rolling Stone ha detto che l'album è "profondamente radicato e culturalmente onnivoro" e ha definito Andrews "un sopravvissuto a Katrina che cerca di aggrapparsi al vecchio mentre costruisce il nuovo".

## Tracce
1. Hurricane Season – 3:20 (Troy Andrews)
2. On Your Way Down – 3:36 (Allen Toussaint)
3. Quiet as Kept – 3:05 (Andrews)
4. Something Beautiful – 3:42 (Andrews, Ryan Montbleau)
5. Backatown – 2:47 (Andrews)
6. Right to Complain – 2:56 (Andrews, PJ Morton)
7. Neph – 3:02 (Andrews)
8. Suburbia – 3:19 (Andrews, Mike Ballard, Pete Murano, Joey Peebles)
9. In the 6th – 3:17 (Andrews, Dan Oestreicher)
10. One Night Only (The March) – 2:49 (Andrews, Montbleau)
11. Where Y' At – 2:59 (Andrews, Clarence Slaughter)
12. Fallin' – 3:46 (Andrews, Morton)
13. The Cure – 3:39 (Andrews, Ballard, Murano)
14. 928 Horn Jam – 0:55 (Andrews, Oestreicher, Slaughter, Dwayne Williams)